# Jiří Letáček
Jiří Letáček (* 9. ledna 1999 Pardubice) je český profesionální fotbalový brankář, který chytá za španělský klub Getafe CF. Je také bývalým českým mládežnickým reprezentantem.

## Klubová kariéra

### FK Pardubice
Letáček je odchovancem pardubického fotbalu. Po zániku klubu MFK Pardubice v roce 2008 se přesunul do nového subjektu FK Pardubice. V týmu prošel všemi mládežnickými kategoriemi a v roce 2018 se probojoval do A-týmu. V něm debutoval 29. srpna při výhře 2:0 nad Benátkami v MOL Cupu. V druhé české nejvyšší soutěži si připsal debut 22. září při remíze 1:1 se Zbrojovkou Brno. Ihned se stal brankářskou jedničkou klubu, který v sezóně 2018/19 skončil ve F:NL na sedmé příčce.
O své místo mezi třemi tyčemi nepřišel ani se začátkem následující sezóny. Na konci září 2019 však v ligovém duelu s Líšní utrpěl těžké zranění kolene, které jej na několik měsíců vyřadilo ze hry. Do branky se vrátil na konci sezóny, ve které Pardubice vyhráli druhou ligu a postoupili do nejvyšší soutěže.
Sezónu 2020/21 začal jako brankářská dvojka za Markem Boháčem, který do Pardubic přišel z Příbrami. 13. března 2021 si však Boháč v ligovém zápase s Opavou poranil zkřížený vaz v koleni, a tak pro něj předčasně sezóna skončila. Šanci dostal právě Letáček a do konce sezóny o místo mezi tyčemi nepřišel.
V následující sezóně mu přibyla další konkurence, a to Jakub Markovič na hostování ze Slavie Praha. Letáček odchytal první dva ligové duely a na svůj třetí start v sezóně si musel počkat až do 5. prosince, kdy vychytal výhru 3:2 nad Mladou Boleslaví. Ke konci sezóny o své místo opět přišel, a tak jen z lavičky sledoval záchranu Pardubic v nejvyšší soutěži.

### Baník Ostrava
V létě 2022 se Letáček z Pardubic přesunul na roční hostování s opcí do Baníku Ostrava, Východočeši získali z Baníku jiného gólmana Viktora Budinského. Letáček přišel do týmu jako brankářská dvojka za kapitánem Janem Laštůvkou. Poté, co Baník klesl na 13. místo prvoligové tabulky, dostal šanci Letáček a 1. dubna udržel čisté konto při remíze 0:0 se Slovanem Liberec. Místo mezi třemi tyčemi si udržel až do konce sezóny a pomohl Baníku k udržení se v nejvyšší soutěži.
Po sezóně 2022/23 přestoupil Letáček do Baníku natrvalo. I na začátku sezóny 2023/24 si Letáček udržel místo brankářské jedničky a patřil ke klíčovým hráčům týmu trenéra Hapala. S Baníkem skončil na konečné čtvrté příčce, ostravský klub tak historicky postoupil do pohárové Evropy. Letáček v sezóně nastoupil k 32 soutěžním utkáním, v nichž udržel 9 čistých kont. 

### Getafe
Dne 13. července 2024 přestoupil Letáček do španělského Getafe za částku okolo 2 milionů euro. Český gólman podepsal s dvanáctým týmem uplynulého ročníku španělské ligy smlouvu na čtyři sezony.